# Zdravko Iliev
Zdravko Iliev (tiếng Bulgaria: Здравко Илиев; sinh 19 tháng 10 năm 1984) là một hậu vệ bóng đá Bulgaria thi đấu ở vị trí hậu vệ phải cho Vereya Stara Zagora.

## Sự nghiệp
Ngày 22 tháng 12 năm 2013, Iliev ký bản hợp đồng 1,5 năm cùng với CSKA Sofia. Ngày 13 tháng 7 năm 2014 anh trở thành cầu thủ tự do và ngay sau đó gia nhập lại Loko Plovdiv.

## Danh hiệu

### Câu lạc bộ
Beroe
- Cúp bóng đá Bulgaria (2): 2009–10, 2012–13
- Siêu cúp bóng đá Bulgaria (1): 2013